# Weltmeisterschaften im Gewichtheben 1966
Die 41. Weltmeisterschaften im Gewichtheben fanden vom 25. bis 31. Oktober 1966 in Ost-Berlin, Deutsche Demokratische Republik, statt. An den von der International Weightlifting Federation (IWF) ausgetragenen Wettkämpfen nahmen 117 Gewichtheber aus 28 Nationen teil.

## Medaillengewinner
| Disziplin           | Gold                | Silber               | Bronze              |
| ------------------- | ------------------- | -------------------- | ------------------- |
| Bantamgewicht       | Alexei Wachonin     | Imre Földi           | Mohammad Nassiri    |
| Federgewicht        | Yoshinobu Miyake    | Mieczysław Nowak     | Yoshiyuki Miyake    |
| Leichtgewicht       | Jewgeni Kazura      | Marian Zieliński     | Parviz Jalayer      |
| Mittelgewicht       | Wiktor Kurenzow     | Waldemar Baszanowski | Werner Dittrich     |
| Leichtschwergewicht | Wladimir Beljajew   | Győző Veres          | Hans Zdražila       |
| Mittelschwergewicht | Géza Tóth           | Ireneusz Paliński    | Marek Gołąb         |
| Superschwergewicht  | Leonid Schabotinski | Bob Bednarski        | Stanislaw Batischew |

## Medaillenspiegel
Die Platzierungen im Medaillenspiegel sind nach der Anzahl der gewonnenen Goldmedaillen sortiert, gefolgt von der Anzahl der Silber- und Bronzemedaillen (lexikographische Ordnung). Weisen zwei oder mehr Nationen eine identische Medaillenbilanz auf, werden sie alphabetisch geordnet auf dem gleichen Rang geführt.
| Rang | Nation                          | Gold | Silber | Bronze | Gesamt |
| ---- | ------------------------------- | ---- | ------ | ------ | ------ |
| 1.   | Sowjetunion                     | 5    | 0      | 1      | 6      |
| 2.   | Ungarn                          | 1    | 2      | 0      | 3      |
| 3.   | Japan                           | 1    | 0      | 1      | 2      |
| 4.   | Polen                           | 0    | 4      | 1      | 5      |
| 5.   | Vereinigte Staaten              | 0    | 1      | 0      | 1      |
| 6.   | Iran                            | 0    | 0      | 2      | 2      |
| 7.   | Deutsche Demokratische Republik | 0    | 0      | 1      | 1      |
| 7.   | Tschechoslowakei                | 0    | 0      | 1      | 1      |